# Taebaek
Taebaek é uma cidade da Coreia do Sul na província de Gangwon.

## Cidades-irmãs
- Helong, China (desde 29 de agosto de 2005)
- Suzhou, China (desde 8 de março de 2005)
- Gaoan, China (desde 23 de junho de 2004)
- Changchun, China (desde 18 de janeiro de 2006)
- Baguio, Filipinas (desde 25 de abril de 2006)